# Список замків Японії
Це неповний перелік замків Японії. У ньому зібрано ті з них, що мають певне історичне значення.
П'ять замків Японії (Хіконе, Хімеджі, Інуяма, Мацумото) та Мацуе — включені до національної спадщини.
Головні фортеці дванадцяти замків повністю збереглися в оригінальному виді:

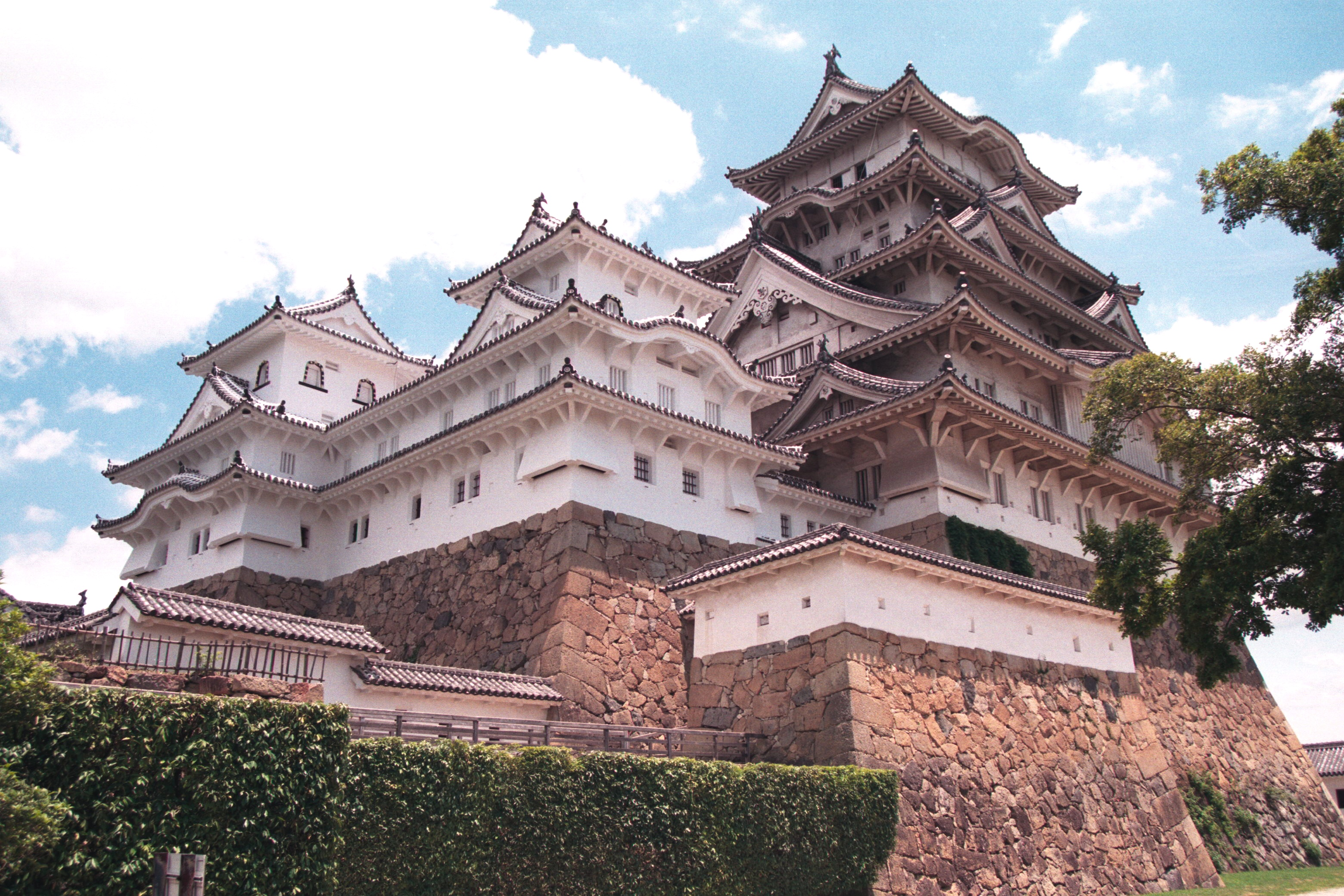
Замок Хімеджі (Всесвітня спадщина)

- Замок Біттю Мацуяма
- Замок Інуяма
- Замок Коті
- Замок Маруґаме
- Замок Маруока
- Замок Мацуе
- Замок Мацумото
- Замок Мацуяма (Ійо)
- Замок Увадзіма
- Замок Хіконе
- Замок Хімеджі
- Замок Хіросакі

## А
- Замок Агена, Урума, Окінава
- Замок Айзу-Вакамацу (замок Цуруга), Айзу-Вакамацу, Фукусіма
- Замок Акасі, Акасі, Хіого
- Замок Ако, Ako, Хіого
- Замок Амагасакі, Амагасакі, Хіого
- Замок Аоба, Сендай, Міягі
- Замок Ая, Ая, Міядзакі
- Замок Адзуті, Азучі, Шига (див. Період Азучі-Момоями)

## Б
- Замок Беру, Амамі, Кагосіма
- Замок Біттю Мацуяма, Такахасі, Окаяма

## В
- Замок Вакаяма, Вакаяма, Вакаяма
- Замок Ваші, Ояма, Точігі

## Г
- Замок Гассандода, Ясугі, Шимане
- Замок Ґіфу (Замок Інабаяма), Гіфу, Гіфу
- Замок Геку, Окінава, Окінава
- Замок Гухі Хачіман, Гуджо, Гіфу
- Замок Гушикава (Ітаман), Ітаман, Окінава
- Замок Гушикава (Куме), Кумеджіма, Окінава

- Китайський замок , Китайське село, Окінава

## Е
- Замок Ехізен-Фучу, Ехізен, Фукуй
- Замок Ехізен Оно, Ōno, Fukui
- Замок Едо (Імператорський палац), Токіо (Токіо)

## З
- Замок Закімі, Йомітан, Окінава
- Замок Зезе, Ōtsu, Шига

## І
- Замок Ічігояма, Йоші, Гунма
- Замок Ічійдані, Фукуй, Фукуй
- Замок Іга Уено, Іга, Мі
- Замок Іха, Урума, Окінава
- Замок Імабарі, Імабарі, Ехіме
- Замок Іна, Козакай, Айчі
- Замок Інуяма, Інуяма, Айчі
- Замок Ітамі, Ітамі, Хюго
- Замок Івабіцу, Хігасіагацума, Гунма
- Замок Івакуні, Івакуні, Ямагучі
- Замок Івамура, Ена, Гіфу
- Замок Івасакі, Нісшин, Айчі
- Замок Іваядо, Осю, Івате
- Замок Ізена, Ізена, Окінава
- Замок Ізуші, Ізуші, Хюго

## Й
- Замок Йодо, Кіото
- Замок Йокоте, Йокоте, Акіта
- Замок Йонаго, Йонаго, Тотторі
- Замок Йонезава, Йонезава, Ямагата
- Замок Йононуші, Вадомарі, Кагосіма
- Замок Йосіда, Тойохасі, Айчі

## К
- Замок Кагосіма, Кагосіма, Кагосіма
- Замок Какегава, Какегава, Шизуока
- Замок Какунодате, Какунодате, Акіта
- Замок Камеяма, Камеока, Кіото
- Замок Камеяма, Камеяма, Мі
- Замок Камі-Акасака, Чіхаяакасака, Осака
- Замок Каміідзумі, префектура Яманасі
- Замок Камінокуні, Камінокуні, Хоккайдо
- Замок Камінояма, Камінояма, Ямагата
- Замок Канаяма, Ота, Гунма
- Замок Каназава, Каназава, Ісікава
- Замок Каннонджі, Азучі , Шига
- Замок Кань, Гіфу, Гіфу
- Замок Каракава, Гошогавара, Аоморі
- Замок Карасава, Сано, Точігі
- Замок Карацу, Карацу, Сага
- Замок Касугаяма, Дзьоецу, Ніігата
- Замок Кацурен, Урума, Окінава
- Замок Кавагое, Кавагое, Сайтама
- Замок Кават, Гіфу, Гіфу
- Замок Ki, Sōja, Okayama
- Замок Кіхара, район Інасікі, Ібаракі
- Замок Кікко, Кагосіма, Кагосіма
- Замок Кікучі, Кікучі, Кумамото
- Замок Кішівада Кішовада, Осака
- Замок Кітаношо, Фукуй, Фукуй
- Замок Кіцукі Кіцукі, Чита
- Замок Кійосу, Кійосу, Айчі
- Замок Коті, Кочі, Кочі
- Замок Кофу Кофу, Яманакасі
- Замок Кокура, Кітакюсю, Фукуока
- Замок Комакіяма, Комакі, Айчі
- Замок Коміне (Замок Ширакава), Ширакава, Фукусіма
- Замок Коморо, Коморо, Нагано
- Замок Кріяма, Яматокріямія, Нара
- Замок Кубота, Акіта, Акіта
- Замок Кумамото, Кумамото, Кумамото
- Замок Куніміне, Канра, Гунма
- Замок Куньйосі, Михама, Фукуй
- Замок Куроно, Гіфу, префектура Гіфу
- Замок Куруме, Куруме, Фукуока
- Замок Курурі, Кіміцу, Чиба
- Замок Кушима, Омура, Нагасакі
- Замок Кувабара, Сува, Нагано
- Куванський замок, Кувана, Мі

## М
- Замок Маруґаме, Маругаме, Кагава
- Замок Маруока, Маруока, Фукуї
- Замок Мацуе, Мацуе, Шимане
- Замок Мацукура, Такаяма, Гіфу
- Замок Мацумае, Мацуме, Хоккайдо
- Замок Мацуморі, Ізумі, Міягі
- Замок Мацумото, Мацумото, Нагано
- Замок Мацусіро, Нагано, Нагано
- Замок Мацуяма, Мацуяма, Ехіме
- Замок Мацуяма, Такахасі, Окаяма
- Замок Мацузака, Мацусака, Мі
- Замок Міхара Міхара, Хіросіма
- Замок Мінакучі, Кука, Шига
- Замок Мінато, Акіта, Акіта
- Замок Мінова, Такасакі, Гунма
- Замок Міто, Міто, Ібаракі
- Міцумінський замок, Сабе, Фукуї
- Замок Міяо, Міяджіма, Хіросіма
- Замок Мізусава, Ошу, Іват
- Замок Момояма, див. Замок Фушімі
- Замок Моріока (замок Козуката), Моріока, Іват
- Замок Мотегі, Мотегі, Точігі
- Замок Муро, Тойохасі, Айчі

## Н
- Замок Нагахама, Нагахама, Шига
- Замок Нагаморі, Гіфу, префектура Гіфу
- Замок Нагаока, Нагаока, Ніігата
- Замок Нагашино, Шинширо, Айчі
- Замок Нагаяма, Хіта, Чита
- Замок Наго, Наго, Окінава
- Замок Нагоя, Нагоя, Айчі
- Замок Нагоя, Карацу, Сага
- Замок Нагурумі, Мінакамі, Гунма
- Замок Накагусуку, Кітанакагусуку, Окінава
- Замок Накацу, Накацу, Чита
- Замок Накідзін, Накідзін, Окінава
- Замок Нанао, Нанао, Ісікава
- Замок Нанзан, Ітаман, Окінава
- Замок Не, Хатінохе, Аоморі
- Замок Негоя, Отакі, Чиба
- Замок Ніхонмацу Ніхонмацу, Фукусіма
- Замок Ніж, Кіото, Всесвітня спадщина
- Замок Ніраяма, Ізунокуні, Шизуока
- Замок Ніренгі, Тойохасі, Айчі
- Замок Нішікава, Тойохасі, Айчі
- Замок Нода, префектура Айчі

## О
- Замок Обама, Обама, префектура Фукуї
- Замок Обама, Івасіро, префектура Фукусіма
- Замок Обі, Нічінан, Міядзакі
- Замок Одані, Кохоку, префектура Сіга
- Замок Одавара, Одавара, Канагава
- Замок Оґакі, Оґакі, Оґакі, Гіфу
- Замок Ого, Ого, Гунма
- Замок Отавара , Отавара, Точігі
- Замок Оіта, Оіта, Оіта
- Замок Ока (Джа), Такета, Оіта
- Замок Окаяма, Окаяма, Окаяма
- Замок Оказакі, Оказакі, Айчі
- Замок Омі Хачіман, Ōmihachiman, Шига
- Замок Ономічі, Ономічі, Хіросіма
- Замок Осака, Осака
- Замок Оші, Дьйда, Сайтама
- Замок Отакі, Отакі, Чиба
- Замок Ояма, район Хайбара, Шизуока
- Замок Озато Нанджьо, Окінава
- Замок Озу Озу, Ехіме

## П
- Замок Попелюшки, Ураясу, Чиба

## С
- Замок Сага, Сага, Сага
- Замок Сагіяма, Гіфу, префектура Гіфу
- Замок Сайки, Сайки, Чита
- Замок Сакура, Сакура, Чиба
- Замок Сакурабора, Геро, Гіфу
- Замок Сано, Сано, Точігі
- Замок Сарукаке, Акітаката, Хіросіма
- Замок Сарукаке, Курашикі , Окаяма
- Замок Сасаяма, Сасаяма, Хюго
- Замок Сатовара, Міядзакі, Міядзакі
- Замок Саваяма, Хіконе, Шига
- Замок Секіядо, Нода, Чиба
- Замок Сеншу, Сеншу, Осака
- Замок Сінпу, Нірасакі, Яманасі
- Замок Сумото, Сумото, Хюго
- Замок Суномата, Огакі, Гіфу
- Замок Сунпу, Сідзуока, Сідзуока

## Т
- Замок Тахара, Тахара, Айті
- Замок Така, Мацусака, Міє
- Замок Такада, Дзьоецу, Ніїгата
- Замок Такамацу, Такамацу, Каґава
- Замок Такаморі, Уса, Ойта
- Замок Такаока, Такаока, Тояма
- Замок Такасакі, Такасакі, Ґумма
- Замок Такашима, Сува, Нагано
- Замок Такатенжин, Какеґава, Сідзуока
- Замок Такаторі, Такаторі, Нара
- Замок Такаяма, Такаяма, Ґіфу
- Замок Такеда, Асаґо, Хьоґо
- Замок Такеноя, Ґамаґорі, Айті
- Замок Такі-но, Токородзава, Сайтама
- Замок Тамагусуку, Тамагусуку, Окінава
- Замок Таманава, Камакура, Канагава
- Замок Танака, Фудзієда, Сідзуока
- Замок Татебаясі, Татебаясі, Ґумма
- Замок Татеяма, Татеяма, Тіба
- Замок Тацуно, Татсуно, Хіого
- Замок Тобіяма, Уцуномія, Тотіґі
- Замок Токусіма, Токушіма, Токусіма
- Замок Томіґусуку, Томіґусуку, Окінава
- Замок Томіока, Рейхоку, Кумамото
- Замок Томо, Фукуяма, Хіросіма
- Замок Тотторі, Тотторі, Тотторі
- Замок Тояма, Тояма, Тояма
- Замок Тойодо, Дзьосо, Ібаракі

## У
- Замок Учі, Кагосіма, Кагосіма
- Замок Уеда, Уеда, Нагано
- Замок Уегусуку (Куме), Кумеджіма, Окінава
- Замок Уегусуку (Томігусуку), Томігусуку, Окінава
- Замок Уехара, Чино, Нагано
- Замок Уено, Іга, Мі
- Замок Урадо, KOCHI, KOCHI
- Замок Урасое, Урасое, Окінава
- Замок Усукі, Усукі, Ōita
- Замок Уто, Уто, Кумамото
- Замок Уцуномія, Уцуномія, Точігі
- Замок Уваджіма, Уваджіма, Ехіме
- Замок Узукі, Мацуяма, Ехіме

## Ф
- Замок Фукучіяма, Фукучіяма, Кіото
- Фукуйський замок, Фукуй, Фукуй
- Замок Фукуй, Ібаракі, Осака
- Замок Фукуока, Фукуока, Фукуока
- Замок Фукусіма, Фукусіма, Фукусіма
- Замок Фукусіма, Кісо, Нагано
- Замок Фукуяма (замок Хісамацу), Фукуяма, Хіросіма
- Замок Фунай, Ōita, Ōita
- Замок Фушімі (Замок Момояма), Кіото (див. Період Азучі-Момоями)

## Х
- Замок Хатігата, Йорій, Сайтама
- Замок Хатінохе, Хатінохе, Аоморі
- Замок Хатіджі, , Хачіджі, Токіо
- Замок Хадано, , Хадано, Канагава
- Замок Хагі, Хагі, Ямагучі
- Замок Хакумаї, Мацузака, Мі
- Замок Хамамацу, Хамамацу, Шизуока
- Замок Хара, Мінамісімабара, Нагасакі
- Замок Хатай, Яманобе, Ямагата
- Замок Хаяші, Мацумото, Нагано
- Замок Хідзі (руїни), Хідзі, Ойта
- Замок Хіконе, Хіконе, Хіконе, Шига
- Замок Хімеджі, Хімеджі, Хайго, Всесвітня спадщина
- Замок Хіной, Мінамісімабара, Нагасакі
- Замок Хірадо, Хірадо, Нагасакі
- Замок Хіросакі, Хіросакі, Аоморі
- Замок Хіросіма, Хіросіма, Хіросіма
- Замок Хошізакі, Нагоя, Айчі

## Ц
- Замок Цу, Цу, Міє
- Замок Цутіура, Цутіура, Ібаракі
- Замок Цуруга (Вакамацу), Цуруга, Фукуй
- Замок Цурумару, Каґосіма, Каґосіма
- Замок Цуцуджигасакі, Кофу, Яманасі
- Замок Цувано, Цувано, Сімане
- Замок Цуяма, Цуяма, Окаяма

## Ч
- Замок Чібана, Окінава, Окінава
- Замок Чіхая, Chihayaakasaka, Osaka

## Ш
- Замок Шакуджі, Неріма, Токіо
- Замок Ширакава, Ширакава, Фукусіма
- Замок Широйші, Широйші, Міягі
- Замок Шизугакетаке, Шизугатаке, Омі
- Замок Шорюджі, Нагаокакинь, Кіото
- Замок Шурі, Наха, Окінава
- Замок Шибата, Шибата, Ніігата
- Замок Шичинохе, район Камікіта, Аоморі
- Замок Шикізан
- Замок Шимабара, Шимабара, Нагасакі
- Замок Шимо-Акасака, Сеншу, Осака
- Замок Шимоцуй, Курашикі, Окаяма

## Ю
- Замок Юзукі, Мацуяма, Ехіме

## Я
- Замок Ягамі, Сасаяма, Хюго
- Замок Ямада, Онна, Окінава
- Замок Ямагата, Ямагата, Ямагата
- Замок Яманака, Місіма, Шизуока
- Замок Янагава, Янагава, Фукуока
- Замок Яцусіро, Яцусіро, Кумамото